# 국가재건최고회의

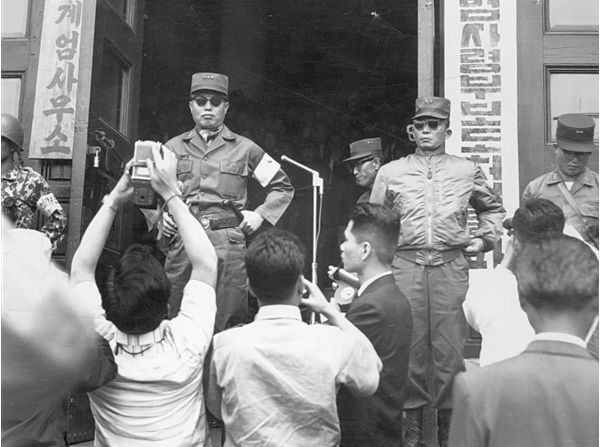
5월 20일, 서울시청 광장에서 포고하는 장도영과 박정희

국가재건최고회의(國家再建最高會議)는 대한민국에서 5·16 군사정변 이후 정변 주도세력이 5월 18일에 '군사혁명위원회'에서 이름을 바꾸어 발족시킨 입법·행정·사법의 3권을 행사했던 통치기구이다. 첫 번째 군사내각은 5월 20일에 발표됐으며, 1963년 12월 17일 대한민국 제3공화국이 수립되면서 해체되었다.
5·16 군사정변 당일, 박정희(朴正熙)는 '군사혁명위원회'(軍事革命委員會)를 설치하면서 당시 육군참모총장이었던 장도영을 의장으로 하고, 자신은 부의장으로 취임했다. 정변 3일째인 5월 18일 군사혁명위원회를 ‘국가재건최고회의’로 개칭했다. 6월 10일에는 방첩기관이자 감시기관인 국가정보원의 연원이 되는 중앙정보부가 발족했다. 박정희는 이후 '군 일부 반혁명사건'(알래스카 토벌 작전)을 일으켜 군부 내의 반대세력을 숙청한 뒤 7월 3일에는 장도영을 이에 연루시켜 의장직에서 추방했고, 추대형식을 빌어 스스로 국가재건최고회의 의장이 되었다.

## 구성

### 군사혁명위원
1961년 5월 19일 발표
- 의장 : 장도영(육군참모총장, 중장)

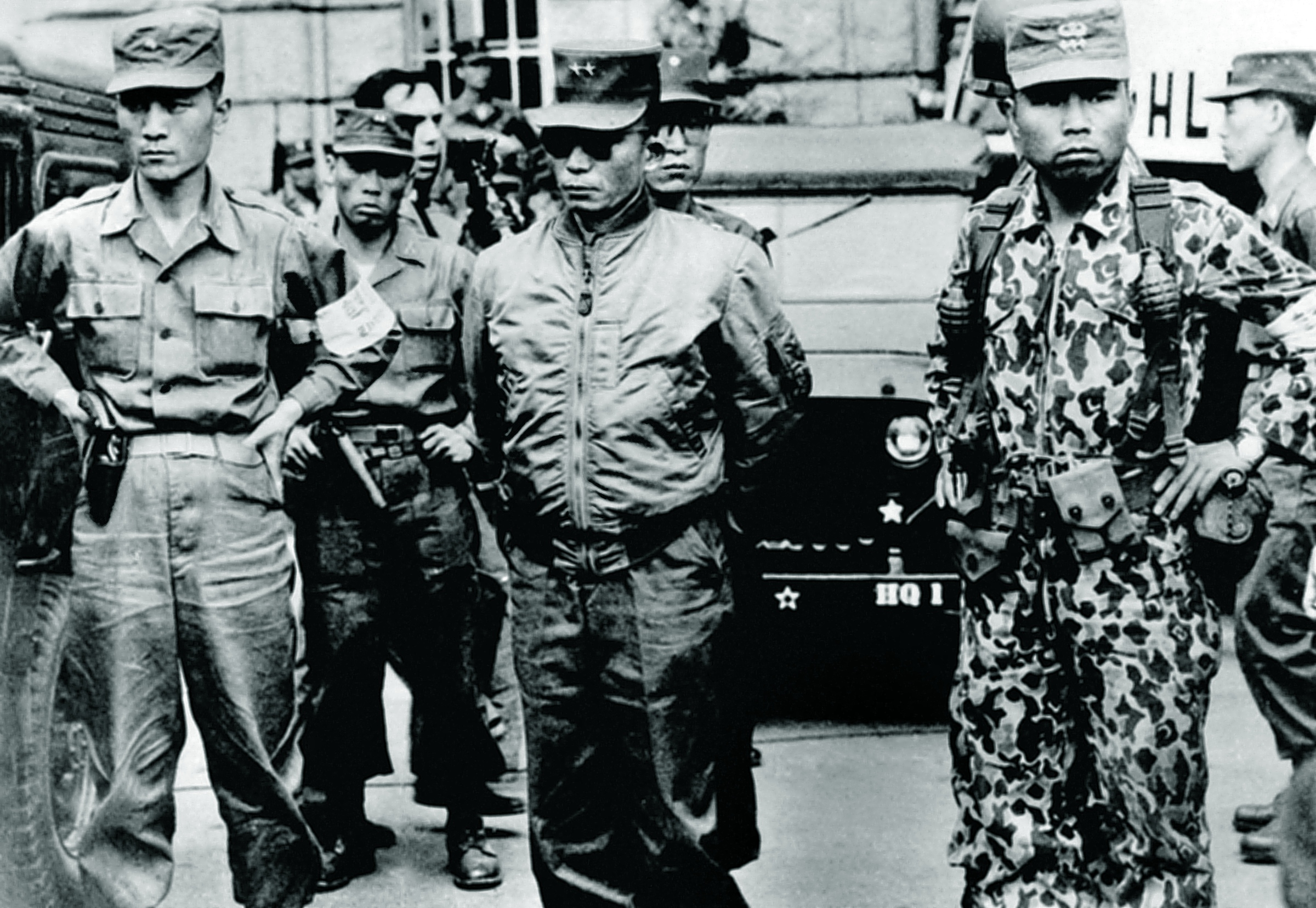
5·16 군사정변 직후, 5월 16일 오전 8~9시 경 서울시청 앞에서 박정희와 이낙선 소령, 박종규 소령, 차지철

- 부의장 : 박정희(2군사령부 부사령관, 소장)
- 위원 : 김종오(중장), 강상욱, 박임항, 김신, 이성호, 김성은, 박창암, 정래혁, 이주일, 한신, 유양수, 한웅진, 최주종, 김용순, 채명신, 김진위, 김윤근, 장경순, 송찬호, 문재준, 박치옥, 박기석, 손창규, 류원식, 정세웅, 오치성, 길재호, 옥창호, 박원빈, 이석제 이상 29명
- 고문 : 김홍일(예비역 중장), 김동하 이상 2명

### 구성 초기

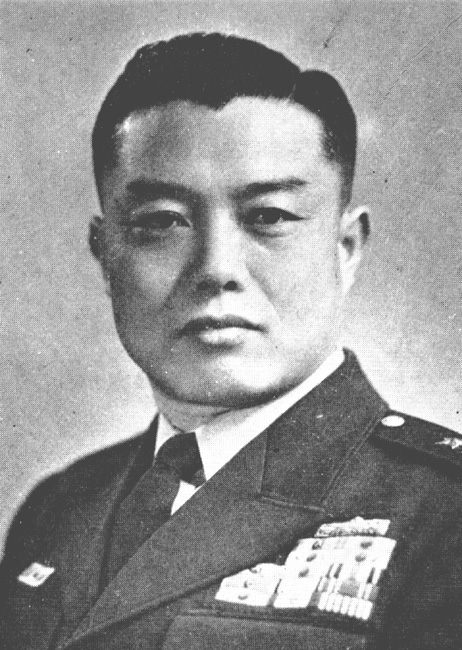
계엄사령관이자 초대 최고회의 의장 장도영

군사정변 3일째인 5월 18일, 박정희는 유원식(兪原植)을 데리고 청와대로 들어갔는데, 대통령 윤보선은 "올 것이 왔다"고 하며 정변을 방관하는 태도를 취하였다. 매그루더 유엔군 사령관은 정변을 주도한 군부를 인정하지 않았고, 쿠데타 당일인 5월 16일 윤보선 대통령을 찾아가 진압 명령서를 들고 '사인만 하시면 쿠데타군을 진압하겠다.'고 하였으나 윤보선은 "우리 한국에선 며느리가 물에 빠져도 시아버지가 들어가서 안고 나오지 못한다."며 사실상 쿠데타를 방관하였다. 매그루더 사령관은 미 합참의장에게 보내는 5월 17일자 전문에서 "미군 방첩대(CIC)가 거리의 행인들을 상대로 여론조사를 해본 결과 10명 중 4명은 혁명을 지지했고, 2명은 지지는 하지만 시기가 빨랐다고 했으며, 나머지 4명은 반대했다."라고 보고했다.

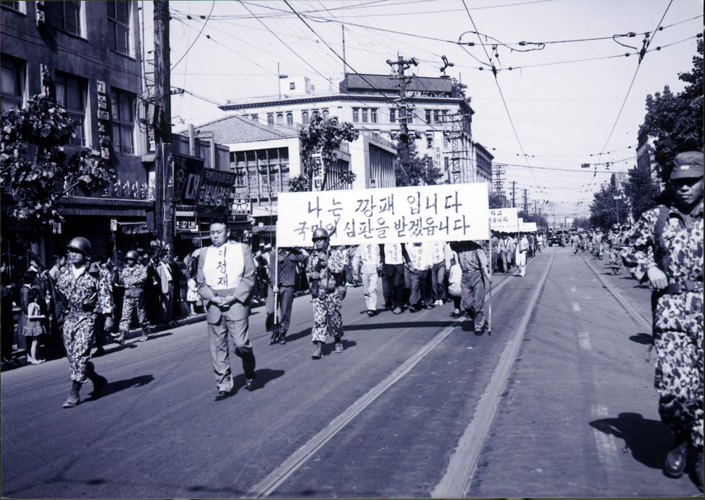
5·16 군사정변 이후 구악 일소라는 명분으로 조리돌림되는 이정재 외 폭력배들

정변 초기에는 일부 인사들의 지지 성명이 있었는데 장준하는 사상계 6월호에서 "과거의 방종, 무질서, 타성, 편의주의의 낡은 껍질에서 탈피하여, 일체의 구악을 뿌리 뽑고 새로운 민족적 활로를 개척할 계기를 마련한 것이다."라며 정변을 지지하였고, 언론인 송건호도 제3공화국 초기까지는 민족적이었다고 평가하였다. 또, 제암리 학살사건을 폭로한 프랭크 스코필드 박사는 1961년 6월 14일 '코리언 리퍼블릭'지에 '5·16 군사정변에 대한 나의 견해'라는 글을 투고했는데, 그는 투고의 첫머리에서 '5·16 군사정변은 필요하고도 불가피한 것'이었다고 주장하였다.

## 정치·입법

### 헌법 일부 효력 정지 및 개정
국가재건최고회의는 6월 5일 대한민국 헌법의 일부조항의 효력을 정지하고 민정이양시까지 국가재건최고회의가 국가의 최고통치기관으로 지위를 갖게한다. 1962년 7월 16일 최고회의는 헌법심의위원회를 설치하고, 11월 5일 최고회의에서 개헌안을 발의하고 같은 날 공포한다. 그리고 1962년 12월 6일 최고회의를 통과한 개헌안은 12월 26일 공포된다.

### 자유민주주의를 대체하는 민족적 민주주의 표방
쿠데타 당일 공약 6개항을 발표하였는데 여기에 민주주의에 대한 언급이 빠져 있다. 처음부터 자유민주주의에 대한 고민이 별로 없었던 것이다. 대신 박정희는 집권기간 동안 끊임없이 자유민주주의를 대체할 수 있는 새로운 민주주의 이념의 제조를 시도하였다. 1960년대에는 행정적 민주주의, 민족적 민주주의를 1970년대에는 한국적 민주주의를 표방하였다.

### 사법 통제 강화
1961년 5월 21일 이정재를 비롯한 깡패 200여명을 검거하여 목에 이름과 ‘까까’, ‘개고기’ 등 별명을 달고 남대문 등의 시내 주요 번화가에서 '속죄행진'을 하도록 만들며 혁명정부의 위력을 과시한다.
1961년 5월 23일 불충분한 수사와 수뢰의 의혹이 제기되었다는 이유로, 특별검찰부의 검찰관 17명을 구속하며 형사사법기관에 대한 통제를 강화한다.

### 헌법 기관 기능 정지
1961년 6월 6일 군사정부는 《국가재건비상조치법》을 제정·공포한다. 이 법에 따라 정부는 총사퇴하였고, 국회는 해산되었으며 헌법재판소는 구성도 되지 못한 채 기능이 정지된다. 또 이 법에 의해서 기존 4차 개정 헌법은 《국가재건비상조치법》에 위배되지 않는 범위 내에서만 효력을 갖게 되었다.

### 전국 지방의회 해산
1961년 9월 1일에 대한민국의 모든 지방의회가 해산되고 지방자치에 관한 임시 조치법에 의해 지방의회 의결은 상급관청의 승인으로 대행되며 강력한 중앙 집권식 행정이 이루어진다.

### 정치 활동 금지령
1961년 5월 22일 국가재건최고회의 포고 제6호로 정당 및 사회단체는 해산되어 정치활동이 완전히 금지되었다. 8월 12일 이른바 8·12 선언으로 민정이양에 관한 계획을 최초로 결정하고 박정희 의장을 통해 이를 발표하였다. 주요 내용은 다음과 같다.

1. 혁명정부는 정권이양에 앞서서 진정한 민주정치질서를 창건하고 구악의 재발을 방지하기 위하여
(1) 구악일소와 법질서확립
(2) 모든 체제의 개역 및 발전
(3) 종합경제 5개년계호기의 추진
등의 기초결업을 완수한 후에 정권을 민간정부에게 이양한다.

2. 정권이양시기는 1963년 여름으로 예정
(1) 1963년 3월 이전에 신헌법을 제정하고
(2) 1963년 5월에 총선거를 실시하고 정당활동 허용시기는 1963년 초로 한다.

3. 정부형태는 대통령책임제를 선택하고
(1) 국회구성은 100인 내지 120인의 단원제로 하고
(2) 선거관리는 국가공영제로 하고
(3) 구 정치인 중 부정 축재한 자의 정계진출을 방지하기 위해 입법조치를 취한다.

1962년 3월에 국가재건최고회의가 구 정치인을 정죄하는 구 정치인 정화법을 발표하자 이에 반발한 윤보선 대통령이 사임한 뒤, 박정희는 대통령 권한대행직을 행사했다. 박정희는 같은 해 7월에 김현철을 후임으로 임명하기 전까지는 공석인 국무총리급의 지위인 내각수반을 겸임했다. 또한 직전 내각의 내각수반 장면을 공산주의 혐의로 구속 후 예우를 박탈하였다.

### 군사 혁명 공약의 번복
1963년, 박정희는 군에 복귀한다는 이른바 혁명 공약을 번복하고, 강원도 철원 비행장에서 육군 대장으로 예편한 후 민주공화당에 입당해 제5대 대통령 선거에 출마했다. 구 정치인 정치정화법이 일부 해제되면서 정치활동을 재개한 정치인들은 군정연장이라며 박정희를 비난했다. 이후 군정연장반대 세력의 통합을 명분으로 내걸고 국민의당이 창당됐으나, 윤보선과 허정, 이범석이 서로 갈등하였다.
1963년 10월 15일 치러진 제5대 대통령 선거에서 박정희는 84.99%의 투표율에 470만 2,700여표(유효투표의 약 46.7%)를 얻어 야당 후보인 민주당의 윤보선을 15만여 표의 근소한 차이로 누르고 제5대 대통령에 당선됐다. 대통령선거운동 기간 중 박정희는 윤보선으로부터 남로당 활동 등 과거전력에 대한 사상공세를 당하기도 했다. 박정희에 대한 지지율은 도시보다 농촌지역에서, 중부지역보다 영호남 등 남부지역에서 높았다.

## 외교

### 적극적인 중립국 외교정책
군사쿠데타로 등장한 군사 정부는 이승만 정부의 대미(對美) 일변도 외교를 비판하며, 적극적인 중립국 외교를 표방하고 2년반 동안 중립국 외교정책을 적극적으로 입안하고 실행에 옮겼다.

### 미국과의 불화
박정희는 집권 초 미국으로부터 승인받지 못하였고, 원만하지 못한 관계를 형성했다. 과거 남조선로동당 활동으로 기소된 전력 등으로 군사 정변 초기에 미국으로부터 공산주의자라는 의혹을 받았고 이 의혹은 1960년대 내내 박정희를 국내외에서 따라다녀, 대중에게 반공 국시를 강조하는 그의 정책에 일조하였다. 박정희는 1961년 11월에 가서야 미국 대통령 존 F. 케네디를 만날 수 있었다.

## 국방

### 반공법 제정
쿠데타 이후 내각수반 급을 겸임하던 박정희는 1961년 7월 3일에 《반공법》을 새로 제정하여 《국가보안법》과 더불어 1960~70년대 내내 사상범을 처벌하는 주요 법으로 활용하게 된다. 1948년에 정부수립 이후 10번째로 제정된 법률인 《국가보안법》은 당시 발생한 여순사건의 여파로 급히 제정·공포된바 있었다.

### 육군기술연구소 발족
1961년 8월 6일부로 육군기술연구소가 발족하고 이듬해부터 본격적인 활동을 들어간다. 국방부 과학연구소는 폐지가 결정되며 8월 6일 해체되어 그날 발족한 육군기술연구소에 흡수된다.

## 경제

### 정부주도의 경제개발을 위한 행정기관 경제기획원 설립
경제개발을 정부주도에 따라 적극적으로 시도하기 위한 체제로 전환되며, 1961년 7월 22일에 국무총리 소속으로 행정기관 경제기획원이 발족한다. 5·16군사정변 이후 부흥부(復興部)의 경제개발기능은 1961년 5월 26일에 신설된 건설부에 승계되었으나, 2개월 뒤인 1961년 7월 22일 경제기획원이 발족됨으로써 그 업무가 경제기획원으로 이관되었다.

### 주식시장 혼란
제5대 대통령 선거 준비를 주도한 것은 김종필 중심의 중앙정보부였다. 중앙정보부는 정당 결성 및 대통령 선거를 위해 필요한 자금을 확보하기 위해 증권파동이라 불리는 주가 조작사건을 통해 막대한 자금을 조성해 커다란 사회적 물의를 일으킨다. 중앙정보부와 증권업자가 결탁하여 주가를 폭등시켰지만, 결국 수도자금(受渡資金)이 고갈되어 증권파동을 몰고왔고, 증권회사는 물론 일반의 영세한 투자자들에게도 엄청난 재산상의 손실을 가져다주었다. 1963년 12월 민정이양이 실시되자 국회의 국정감사까지 받았던 사건들에 속하였지만, 이 엄청난 자금의 행방은 끝내 이때 밝혀지지 않는다.

### 지하경제 구축
1961년 광장동에 워커힐호텔을 세우면서 건설을 주관하던 교통부가 자금난으로 건설공사가 부진해진다. 그러자 교통부장관 박춘식(朴春植)과 관광공사 사장 신두영(申斗泳) 등은 워커힐호텔 건설과는 아무 관련이 없는 정부주금(政府株金) 5억3590만9795원을 워커힐호텔 이사장인 임병주(林炳柱)에게 가불하토록 하여 워커힐호텔을 건립하게 하였고, 그 과정에서 막대한 공작자금을 유용한다. 워커힐호텔 건설은 김종필 중앙정보부 부장의 착상이었고 석정선(石正善) 중앙정보부 제2국장 등이 건설에 주축이었다.
1961년 2월 체결된 한미경제기술원조협정은 군사원조와 경제원조를 분리하고 있었으나, 이 자금 유용 문제에 추가하여 교통부장관과 각 군의 공병감들에게 압력을 가하여 각종 장비를 제공하게 하고 인력을 노역시키는 등 정부의 무리한 공권력 행사가 행하여진다. 이 사건으로 석정선·임병주·신두영 등이 서울지검에 구속되기도 한다. 그리고 1963년 12월 국회의 국정감사에서도 이 유용된 자금의 행방은 밝혀지지 않는다.

### 영농규모화 추진과 계획경제
국가재건최고회의는 1961년 6월 15일 농업은행과 농협의 통합을 의결했고, 1962년 3월 17일 수출진흥법 등 16개 법령을 공포해 수출진흥정책을 수립했으며, 제2공화국 정부가 기획 중이었던 경제개발 5개년 계획을 실시하였다.

### 장면 정부의 파독 근로 약속 이행
같은 해 12월 21일 서독 광부 1진 123명을 파견하는 것을 시작으로 기술근로자 파견을 통한 일자리 창출 사업을 추진했다. 이는 1960년 여름, 장면 정부가 독일 경제부 노동국장을 만나 차관을 빌리는 조건으로 근로자를 파견하기로 한 것에 따른 후속사업이었다.
이후 프랑스, 독일 등에 광부, 의사, 간호사가 파견됐고 서남아시아에는 건설기술자들이 파견됐다. 독일 언론에서는 한국 간호사와 광부들의 숨은 노력을 평가하며 이들을 '살아있는 천사'로 묘사했다.

### 통화개혁 단행
1962년 6월 10일 통화개혁을 단행하여 구 환율을 10대 1로 축소시켰다. 통화개혁 단행의 이유로는 표면적으로는 부정축재자들의 자금세탁 방지와 함께 민간의 예금을 파악하고 필요에 따라 산업자금으로 사용하기 위해 국유화하려는 의도가 있었다. 갑작스러운 화폐개혁이 일어나자 상업과 금융에 일시 혼란이 발생했으며 특히 화교들의 자본력이 상당한 타격을 입어 다수의 화교들이 한국을 떠나거나 그 주업이 외식업에 국한되었다.

### 국토건설본부 해체
1961년 12월 장면 내각이 추진한 국토건설본부의 설립 취지를 변경하여 국토건설단을 만들고 이 단체의 충원 대상자를 청년 실업자에서 군 미필자로 바꾸었다.
여러 운영상의 문제로 여론까지 비판적으로 변화하여 1962년 11월 29일 국토건설단을 해체시킨다.

## 사회

### 신문 잡지의 폐간과 진보성향 언론사 대표의 사형
’구악과 부패를 일소하고 퇴폐한 국민도의와 민족정기를 바로잡기 위하여 신성한 언론자유를 모독하는 사이비 언론인 및 언론기관을 정화하고 진정한 민주언론 창달과 혁명과업에 이바지’한다는 명분 아래 포고 제11호를 발표한다. 그리하여 언론사에 대한 일제 정비를 단행, 집권 성공 한 달 만에 1,170종류의 신문과 잡지를 폐간시킨다.
《민족일보》 폐간과 뒤이은 사장 조용수의 사형은 해방 이후 가장 큰 언론탄압이었는데, 4·19 이후 《민족일보》는 당시 4개 혁신정당 중 사회당을 제외한 통일사회당, 사회대중당, 혁신당이 모두가 당의 통일정책으로 주장한 중립화통일론을 적극 지지한바 있었다.

### 장학기금이 명목인 기부금 획득 및 언론사 지분 확보
1961년 12월에는 학사고시 제도를 도입해 12월 22일 학사자격 국가고시를 실시했다.
1962년 6월 4일 국가재건최고회의 연구보고(국무회의)에서 「5·16 장학회 설립」안이 보고되고, 7월 14일에 국가재건최고회의 문교사회위원회는 5.16 장학회를 설립했다. 5.16 장학회는 부산의 실크재벌 김지태가 소유했던 부일장학회를 모태로 하여 국내 주요 인사와 하와이 재외교민 등으로부터의 기부금(희사금)으로 재산을 마련했고, 김지태 소유의 언론사이던 부산일보와 부산문화방송,  서울의 한국문화방송의 지분을 소유했다. 1963년 4월 17일 근로자의 날 제정에 관한 법률을 만들었고, 9월 25일 직업훈련기관인 직업재활원을 개원했다.

### 천여명에 대한 독립유공자 정부포상
여러 이유로 독립유공자에 대한 정부포상을 본궤도에 올리자는 뜻은 있었으면서도 시행되지 못하고 있었다. 1949년 당시 대통령 이승만과 부통령 이시영에게, 1953년 한국을 방문했던 자유중국 총통 장개석(蔣介石)에게 대한민국장이 수여된 정도에 그쳤다. 그런데 1962년 삼일절에 8명에게 대한민국장이, 58명에게는 대통령장(大統領章)이, 128명에게는 국민장이 각각 추서 또는 수여되었고, 이듬해인 1963년 광복절에는 독립유공자 774명에게 건국훈장 또는 대통령표창이 수여되어서, 정부포상을 수훈하거나 수상한 사람이 무려 1,000여 명에 달하게 된다.

### 관제 종교로 조계종 불교 종단 출범
정부의 노력과 비구, 대처 양측이 합의로 1962년 4월 불교재건위원회에 통합종단이 성립된다. 1962년 12월에는 《불교재산관리법》에 의하여 대한불교조계종으로 단체등록을 하게 된다.

### 사회기풍을 바로잡기 위한 모든 환락가 폐쇄
사회기풍을 바로잡기 위하여 댄스홀·고급요정 등 모든 환락가의 문을 폐쇄하게 하였으며, 비밀댄스홀에서 춤을 즐기던 남녀를 군사재판에 회부하여 최고 1년 6월의 징역을 선고하였다.

## 복지

### 해외입양 확대
1961년 9월 30일 고아 입양특례법을 제정하여 시행한다. 이 법이 제정되기 전까지 해외 입양은 한국 전쟁 중에 생겨난 혼혈아에 대한 대책이었으나, 법이 제정되면서 전쟁 고아까지도 외국의 가정으로 입양시킬 수 있는 법적 근거가 마련된다.

## 평가

### 부정적 평가
- 민정당과 삼민회 같은 야당들은 군사 정부가 2년 7개월 동안 새롭게 추진해온 중립국 외교가 결국 반미외교를 낳았음을 비판하며, 다음 정부에게 대미외교의 강화를 주문했다.[12]

- 부정부패의 척결과 구악일소를 혁명공약으로 내걸었던 군사정부는 혁명과업을 수행하는 과정에서 여러 차례 시행착오[17] 이른바 ‘4대 의혹사건’을 저질러 국민들로부터 ‘구악을 뺨치는 신악(新惡)’이라는 비판[32], 신악(新惡)이라는 유행어를 만들어내기도 하였다.[17]

- 이덕인 부산과학기술대학교 경찰·경호계열 교수는 일반법원의 1심에 해당하는 보통군법회의에서 3인 ~ 5인으로 구성된 심판관에 법관자격을 지닌 자가 반드시 법무사로 참여하였으나, 나머지 법관은 일반병과 장교들로 충원되었다고 하였다.[35] 그리고 군사재판에서 처리된 경우는 고등군법회의가 일괄·관장하도록 하였지만, 고등군법회의에 판결 가운데 상고할 수 있는 경우를 3가지로 제한하였기 때문에, 상고 제기에 있어서 일반법원과는 형평성에 불균형이 있었다고 한다.[35]

- 1961년 쿠데타로 집권한 군사정권이 계엄과 정보공작에 의한 나라의 병영화를 초래한 국가관리여서, 국민의 인권이 권력자에 의해 무시되는 일이 경제개발과 국가안보를 이유로 빈번하게 일어났다.[36]

### 긍정적 평가
- 윤치영 민주공화당 당의장 자신은 쿠데타 군부가 민정으로 권력을 이향하고 군으로 복귀하겠다는 혁명 공약을 납득하지 못하였다.[37] 그래서 국가재건최고회의 의장과 위원들과의 연석회의에서 혁명을 거사하였다면 쿠데타 군부가 민정에도 참여하여 정치 개혁에 무한 책임을 다해야 한다고 발언하며 회의 참석자들을 놀라게 한다.[37]

- 쿠데타 세력이 민족주의적 지향을 표방한 것을 두고 다수의 지식인과 정치인들은 의구심을 가졌지만, 혁신계는 반대로 기대를 걸었다.[38] 쿠데타 이후 혁신계 인사들에 대한 검거 조치가 있었음에도 기대감은 꺾이지 않았다.[38] 일부 혁신계 인사들은 1963년에 공화당을 혁신 정당으로 오인하고 창당에 참여하기도 했다.[38] 군사정부에 대한 혁신계의 기대와 미련은 오랜 기간 지속되었다.[38]

## 같이 보기
- 5·16 군사정변
- 박정희
- 국가보위입법회의
- 국가보위비상대책위원회
- 대한민국 제5대 대통령 선거
- 대한청소년개척단
- 반혁명 사건